# Liste des rues de la Rome antique
Cette liste des rues de la Rome antique regroupe les différentes voies qui composent le réseau de voies publiques urbaines de Rome durant l'Antiquité et dont le nom nous est parvenu. Le réseau se compose de rues carrossables proprement dites (en latin classique : vicus, -i, au singulier ; vici, -orum, au pluriel) et de passages plus étroits comme les chemins et les montées (en latin classique : clivus, -i au singulier ; clivi, -orum, au pluriel).

## Définitions
« Vicus [quartier] vient de via, parce que les deux côtés d'une rue sont bordés d'édifices. Fundula [impasse], rue sans issue, de fundus [fond]. Angiportum [ruelle], de angustus [étroit] ou de agere [mener], et de portus [passage]. »

— Varron, Langue Latine, V, 145
À l'origine, le terme vicus désigne le quartier, l'ensemble des édifices desservis par une ou plusieurs rues désignées alors par le terme viae. Ce n'est que plus tard que le terme de vicus s'est substitué au terme via pour désigner la plus importante des rues traversant un même ensemble d'édifices,,.
Sous la République, les rues de Rome sont désignées par le terme vici, excepté la Sacra Via et la Nova Via qui sont qualifiées de viae. Leur largeur varie de 4 mètres à 6 ou 7 mètres, exceptionnellement 8 mètres. Les plus larges d'entre elles peuvent être qualifiées de viae bien que ce terme soit davantage réservé pour désigner les voies situées en dehors des villes. Les montées, nombreuses dans une ville établie sur sept collines, portent le nom de clivi, voire de scalae (ou gradus) si la pente trop raide ne permet pas l'aménagement d'une rampe mais plutôt celle d'un escalier. On rencontre également des voies publiques désignées par le terme semitae (« sentes ») .
Sous l'Empire, les vici deviennent une unité structurelle des nouvelles régions lors de la réorganisation administrative de la ville de Rome sous Auguste. À partir de cette époque, le terme de vicus conserve un double sens et désigne à la fois une rue et le quartier qu'elle traverse. Avec l'agrandissement du périmètre urbain bien au-delà de l'enceinte servienne, des tronçons de voies romaines (viae) sont intégrés dans le tissu urbain, comparables aux avenues ou boulevards modernes, et conservent leur nom. Sous la République

## Les sources
Les noms des rues de la ville antique de Rome nous sont principalement connus grâce à leurs mentions sur des documents épigraphiques ou littéraires. La première estimation du nombre de vici à Rome est rapportée par Pline l'Ancien qui écrit après la censure de Vespasien en 73 apr. J.-C. Le nombre de vici est alors évalué à 265, un chiffre probablement légèrement supérieur, voire tout simplement égal, au nombre de vici après la réforme d'Auguste, le périmètre de la ville de Rome n'ayant pas beaucoup changé.
Pour le Ier siècle, on dispose d'un document épigraphique intéressant appelé « Base Capitoline », une inscription datée de 136 apr. J.-C. durant le règne d'Hadrien. Elle donne les noms de 66 vici et leur répartition dans cinq des quatorze régions augustéennes (regiones X, XI, XII, XIII et XIV). Les informations sont néanmoins incomplètes puisqu'elles ne couvrent qu'un tiers des régions augustéennes.
Enfin, pour le IVe siècle, on peut évaluer le nombre de vici en s'appuyant sur les données fournies par les deux Régionnaires, des catalogues des régions de la ville (le Curiosum Urbis et la Notitia de Regionibus). Ils donnent quant à eux un total de 423 ou 424 vici mais le sens de vicus n'est plus celui de rue mais plutôt celui de « quartiers ». Une dernière estimation est proposée en faisant un parallèle avec les 322 vici que compte Constantinople. Ce nombre a été inspiré de la Rome impériale, la nouvelle Rome ayant été construite dans la continuité de l'ancienne. Quel que soit le nombre retenu (423 ou 322), le nombre de vici a augmenté durant l'Empire du fait de l'accroissement de la superficie habitée et parce que certains vici ont été découpés en plusieurs vici au cours du temps, peut-être pour adapter l'unité structurelle du vicus à un accroissement de la population, même dans les régions dont la superficie n'a pas évolué.
Les lexiques et dictionnaires topographiques modernes, donnent un total de 120 vici dont les noms sont connus soit moins du tiers du nombre total de vici à la fin de l'Empire. Une majorité des noms et des localisations des vici ne nous ont donc pas été transmis.

## Liste devicietclivi
| Nom                         | Type   | Région       | Description |
| --------------------------- | ------ | ------------ | --- |
| Vicus Aemilianus            | Vicus  | Regio IX (?) | Une rue qui pourrait être située dans le quartier Aemiliana, au sud du Champ de Mars. |
| Vicus Aesculeti             | Vicus  | Regio IX     | Connu par une inscription sur un autel dédié par les vicomagistri aux Lares. Il devait traverser l'Aesculetum, un bosquet de chêne sur le Champ de Mars où les comices ont ratifié la Lex Hortensia. Si le vicus tire bien son nom de ce petit bois, il devait passer un peu au nord de l'actuel ponte Garibladi, le long de la Via di S. Bartolommeo où ont été retrouvés des fragments de pavement. |
| Vicus Africus               | Vicus  | Regio V      | Situé sur l'Esquilin et connu grâce à une mention de Varron. |
| Vicus Apollinis             | Vicus  | Regio X      | Situé sur le Palatin, mentionné sur la Base Capitoline. |
| Vicus Armilustri            | Vicus  | Regio XIII   | Certainement associé à l'Armilustrium, une place au nord-ouest de l'Aventin. Le tracé du vicus pourrait correspondre à l'actuelle Via di S. Sabina. |
| Clivus Bassilli             | Clivus | ?            | |
| Vicus Bellonae              | Vicus  | Regio IX (?) | Connu par une seule inscription, passant probablement près du temple de Bellone. |
| Vicus Brutianus             | Vicus  | Regio XIV    | Mentionné sur la Base Capitoline, probablement situé à proximité du Campus Brutianus. |
| Vicus Bublarius             | Vicus  | Regio X      | Mentionné sur la Forma Urbis, situé sur le Palatin et probablement associé au quartier Ad Capitula Bubula où est né Octave. |
| Vicus Caesaris              | Vicus  | ?            | Connu par une seule inscription. |
| Vicus Caeseti               | Vicus  | Regio XIII   | Mentionnée sur la Base Capitoline. Le vicus tire peut-être son nom du patricien Caesetius Rufus qui possède une riche demeure le long du vicus. |
| Vicus Camenarum             | Vicus  | Regio I      | Traverse la Vallis Egeriae associée à un bosquet et une source (Camenae), au sud-est du Caelius, et qui rejoint ensuite la via Appia. |
| Vicus Canarius              | Vicus  | Regio XI (?) | Peut-être situé dans le Vélabre mais sa localisation est très incertaine. |
| Vicus Capitis Africae       | Vicus  | Regio II     | Relie l'extrémité sud-est de la place du Colisée au Macellum Magnum, passant le long du côté oriental du temple du Divin Claude. |
| Vicus Capitis Canteri       | Vicus  | Regio XIII   | Mentionné sur la Base Capitoline. |
| Clivus Capitolinus          | Clivus | Regio VIII   | Principale voie d'accès à la terrasse du Capitole (Area Capitolina). |
| Vicus Caprarius             | Vicus  | Regio IX     | Passe au sud de l'aqueduc de l'Aqua Virgo et du Campus Agrippae, sur le Champ de Mars. |
| Clivus Capsarius            | Clivus | ?            | |
| Vicus Censori               | Vicus  | Regio IX     | Mentionné sur la Base Capitoline ainsi que sur deux autres inscriptions,. Il s'agit peut-être du seul vicus de l'Île Tibérine. Il tirerait son nom d'un membre de la famille des Censori dont Caius Censorius Niger est le premier membre connu au IIe siècle. |
| Vicus Collis Viminalis      | Vicus  | Regio VI     | Connu grâce à deux inscriptions,. Son tracé devait suivre la crête du Viminal jusqu'à la Porte Viminale. Des vestiges de pavement ont été mis au jour sur une ligne allant de la Via Napoli à la Porta Chiusa. |
| Vicus Columnae Ligneae      | Vicus  | Regio XIII   | Mentionné sur la Base Capitoline. Littéralement, « rue de la Colonne de bois ». |
| Vicus Compiti Pastoris      | Vicus  | Regio XII    | Mentionné sur la Base Capitoline. |
| Clivus Cosconius            | Clivus | ?            | |
| Vicus Cuprius               | Vicus  | Regio V      | Situé sur l'Esquilin, reliant le Tigillum Sororium, structure en bois liée à la légende des Horaces et Curiaces, à Subure et croisant le Clivus Orbius en son point le plus haut. Selon Varron, le nom du vicus dérive d'un terme d'origine sabine, ce qui selon lui pourrait s'expliquer par l'installation de Sabins dans cette région. |
| Vicus Curiarum              | Vicus  | Regio X      | Mentionné sur la Base Capitoline, passant probablement près des Curia Veteres,dont il tire son nom, sur les pentes orientales du Palatin. |
| Vicus Curvus                | Vicus  | Regio V      | Connu par une inscription du IVe siècle |
| Vicus Cyclopis              | Vicus  | Regio I      | S'étend au sud-ouest de la Via Appia et est associé à l'Antrum Cyclopis, une grotte mentionnée seulement dans les Régionnaires de Rome et donnant sur la Vallis Camenarum. |
| Clivus Delphini             | Clivus | ?            | |
| Vicus Dianae                | Vicus  | Regio XII    | Mentionné sur la Base Capitoline. |
| Vicus Drusianus             | Vicus  | Regio I      | Mentionné sur la Base Capitoline. Il tire probablement son nom de la construction de l'arc de Drusus. Le vicus démarre au point d'entrée de la Via Appia dans Rome et se dirige vers le nord-est. Son tracé correspond quasiment aux actuelles Via della Ferratella et Via Druso. |
| Vicus Epicteti              | Vicus  | Regio XIV    | Connu par la mention du terme Epictetenses qui semble désigner les habitants dudit vicus situé dans le Transtiberim. |
| Vicus Fabricii              | Vicus  | Regio I      | Mentionné sur la Base Capitoline, situé sur la pente occidentale du Caelius et associé au Compitum Fabricium, une intersection avec une autre voie, et avec une domus appartenant aux Fabricii, un don datant de l'ambassade de Caius Fabricius Luscinus auprès de Pyrrhus durant la guerre pyrrhique,. |
| Vicus Fanni                 | Vicus  | ?            | Connu par une seule inscription. |
| Vicus Fidii                 | Vicus  | Regio XII    | Mentionné sur la Base Capitoline. |
| Vicus Fortunae Dubiae       | Vicus  | Regio XIII   | Mentionné sur la Base Capitoline et certainement associé à un autel dédié à Fortuna dubia (littéralement « Fortune douteuse ») du temps de Servius Tullius sur l'Aventin. |
| Vicus Fortunae Mammosae     | Vicus  | Regio XII    | Mentionné sur la Base Capitoline. Il tire son nom d'un autel consacré à Fortuna Mammosa situé entre la Porte Capène et les thermes de Caracalla. |
| Vicus Fortunae Obsequentis  | Vicus  | Regio I      | Mentionné sur la Base Capitoline. Il tire son nom d'un autel dédié à Fortuna obsequens dont la construction est attribuée à Servius Tullius. |
| Vicus Fortunae Respicientis | Vicus  | Regio X      | Mentionné sur la Base Capitoline. Il tire son nom d'un autel dédié à Fortuna respiciens situé sur le Mont Palatin, peut-être dans sa partie orientale. |
| Vicus Fortunati             | Vicus  | Regio XIII   | Mentionné sur la Base Capitoline. |
| Vicus Frumentarius          | Vicus  | Regio XIII   | Mentionné sur la Base Capitoline et situé à proximité des entrepôts de la zone portuaire en contrebas de l'Aventin. Il doit son nom à la présence de nombreux marchands de céréales (negotiatores frumentarii). |
| Vicus Gemini                | Vicus  | Regio XIV    | Mentionné sur la Base Capitoline. |
| Vicus Honoris et Virtutis   | Vicus  | Regio I      | Mentionné sur la Base Capitoline et sur une autre inscription d'un épistyle. Il tire son nom du temple dédié à Honos et Virtus. Il s'étend probablement entre la Via Appia et le temple, sur la pente orientale du Caelius, au sud de la Porte Capène. |
| Vicus Huiusce Diei          | Vicus  | Regio X      | Mentionné sur la Base Capitoline et situé sur le Palatin. Il est possible que le vicus tire son nom d'un autel dédié à Fortuna Huiusce Diei (littéralement « Fortune de ce jour ») , mais il n'existe aucune autre mention de cet autel et l'absence du nom de Fortuna dans celui du vicus permet de douter de cette hypothèse. Il a pu s'agir d'un autel particulier situé dans le portique de Catulus ou d'un ancien temple dédié à Fortuna Huiusce Diei par Lucius Aemilius Paullus Macedonicus après sa victoire à Pydna. |
| Vicus Ianuclensis           | Vicus  | Regio XIV    | Mentionné sur la Base Capitoline, probablement situé sur les pentes du Janicule. |
| Vicus Iovis Fagutalis       | Vicus  | Regio III    | Situé sur le Fagutal, partie occidentale de l'Esquilin, connu par une seule inscription datée de 109 apr. J.-C. et tenant son nom d'un autel ou petit temple dédié à Iuppiter Fagutalis. |
| Vicus Insteius              | Vicus  | Regio VI     | Situé sur la collis Latiaris, la partie méridionale du Quirinal. |
| Vicus Ianus                 | Vicus  | ?            | |
| Vicus Iugarius              | Vicus  | Regio VIII   | Voie très ancienne permettant d'accéder au Forum Romain depuis le quartier du Vélabre. Il s'agit probablement d'une section d'une route commerciale qui permettait de rejoindre le Tibre, à l'endroit où les navires débarquaient leurs chargements de sel, depuis la Via Salaria. |
| Vicus Laci Miliari          | Vicus  | Regio XIII   | Mentionné sur la Base capitoline. |
| Vicus Laci Restituti        | Vicus  | Regio XIV    | Mentionné sur la Base capitoline. |
| Vicus Laci Tecti            | Vicus  | Regio XIV    | Mentionné sur la Base capitoline. |
| Vicus Larum Alitum          | Vicus  | Regio XIII   | Mentionné sur la Base capitoline. |
| Vicus Larum Curialium       | Vicus  | ?            | |
| Vicus Licinianus            | Vicus  | ?            | Connu par une seule inscription. |
| Vicus Longi Aquilae         | Vicus  | ?            | |
| Vicus Longus                | Vicus  | ?            | Mentionné par Tite-Live. |
| Vicus Lorarius              | Vicus  | ?            | Connu par une seule inscription. |
| Vicus Loreti Maioris        | Vicus  | ?            | |
| Vicus Loreti Minoris        | Vicus  | ?            | |
| Clivus Mamuri               | Clivus | ?            | |
| Vicus Mamuri                | Vicus  | ?            | |
| Clivus Martis               | Clivus | ?            | |
| Vicus Materiarius           | Vicus  | ?            | |
| Vicus Mercurii Ebrii        | Vicus  | ?            | |
| Vicus Minervi               | Vicus  | ?            | Connu par une inscription. |
| Vicus Mundiciei             | Vicus  | ?            | |
| Nova Via                    | Via    | Regio X      | Une des plus anciennes rues de Rome, reliant à l'origine la Porta Mugonia à la Porta Romana. |
| Vicus Novus                 | Vicus  | ?            | |
| Clivus Orbius               | Clivus | ?            | |
| Vicus Padi                  | Vicus  | ?            | |
| Clivus Palatinus            | Clivus | Regio X      | Permet d'accéder à l'Area Palatina depuis la Voie Sacrée. |
| Vicus Pallacinae            | Vicus  | ?            | |
| Vicus Panispernae           | Vicus  | ?            | |
| Vicus Patricius             | Vicus  | ?            | Mentionné par plusieurs auteurs antiques,. |
| Clivus Patrici              | Clivus | ?            | |
| Vicus Pauli                 | Vicus  | ?            | |
| Vicus Piscinae Publicae     | Vicus  | ?            | |
| Vicus Platanonis            | Vicus  | ?            | |
| Vicus Ploti                 | Vicus  | ?            | |
| Vicus Portae Collinae       | Vicus  | ?            | |
| Vicus Portae Naeviae        | Vicus  | ?            | |
| Vicus Portae Raudusculanae  | Vicus  | ?            | |
| Clivus Publicius            | Clivus | ?            | |
| Clivus Pullius              | Clivus | ?            | |
| Vicus Pulverarius           | Vicus  | ?            | |
| Vicus Quadrati              | Vicus  | ?            | |
| Vicus Raciliani Maioris     | Vicus  | ?            | |
| Vicus Raciliani Minoris     | Vicus  | ?            | |
| Clivus Rutarius             | Clivus | ?            | |
| Vicus Rostratae             | Vicus  | ?            | |
| Vicus Sabuci                | Vicus  | Regio III    | Connu par une seule inscription. |
| Clivus Sacer                | Clivus | ?            | |
| Sacra Via                   | Via    | Regio VIII   | Plus ancienne et plus célèbre des rues de la Rome antique, suivie par les cortèges triomphaux pour entrer dans le Forum Romain. |
| Vicus Salutaris             | Vicus  | Regio X      | Mentionné sur la Base capitoline et situé sur le Palatin. |
| Vicus Salutaris             | Vicus  | Regio XIV    | Mentionné sur la Base capitoline. |
| Vicus Salutis               | Vicus  | ?            | |
| Clivus Salutis              | Clivus | ?            | |
| Vicus Sandaliarius          | Vicus  | ?            | |
| Vicus Saufei                | Vicus  | Regio XIV    | Mentionné sur la Base capitoline. |
| Vicus Scauri                | Vicus  | ?            | |
| Clivus Scauri               | Clivus | ?            | Parcourt la dépression qui sépare les collines du Cælius et du Palatin. Il débute près du Circus Maximus et longe de nombreux édifices pour finir au sommet du Caelius au niveau de la porte Caelimontane. |
| Vicus Sceleratus            | Vicus  | ?            | |
| Vicus Sergi                 | Vicus  | Regio XIV    | Mentionné sur la Base capitoline. |
| Vicus Silani Salientis      | Vicus  | Regio XII    | Mentionné sur la Base capitoline. |
| Vicus Sobrius               | Vicus  | ?            | Mentionné par Festus |
| Vicus Statae Matris         | Vicus  | Regio II     | Situé sur le Caelius, connu par une inscription. |
| Vicus Statae Siccianae      | Vicus  | Regio XIV    | Mentionné sur la Base capitoline. |
| Vicus Statuae Valerianae    | Vicus  | ?            | |
| Clivus Suburanus            | Clivus | ?            | Continuation irrégulière de la vallée de Subure. Il s'étend des collines Oppius et Cispius jusqu'à la Porte Esquiline dans la Muraille servienne,. |
| Vicus Sulpicius citerior    | Vicus  | ?            | |
| Vicus Sulpicius ulterior    | Vicus  | ?            | |
| Vicus Summi Choragii        | Vicus  | ?            | |
| Vicus Tiberini              | Vicus  | Regio XIV    | Mentionné sur la Base capitoline. |
| Vicus Triarii               | Vicus  | ?            | |
| Clivus Triarius             | Clivus | ?            | |
| Vicus Trium Ararum          | Vicus  | ?            | |
| Vicus Trium Viarum          | Vicus  | Regio XIII   | Mentionné sur la Base capitoline. |
| Vicus Turarius              | Vicus  | ?            | |
| Vicus Tuscus                | Vicus  | Regio VIII   | Part du Forum Romain vers le sud-ouest entre la basilique Julia et le temple de Castor et Pollux, en direction du Forum Boarium et du Circus Maximus, en passant par le côté occidental du Mont Palatin et le quartier du Vélabre. Les auteurs antiques s'accordent pour en attribuer le nom au fait que des Étrusques se seraient installés dans ce quartier, peut-être après l'échec de Porsenna,, sous les Tarquins ou même dès le règne de Romulus.                                                                       |
| Vicus Valeri                | Vicus  | Regio XIII   | Mentionné sur la Base capitoline. |
| Vicus Veneris Almae         | Vicus  | Regio XII    | Mentionné sur la Base capitoline. |
| Vicus Vestae                | Vicus  | Regio VIII   | Connu par une seule inscription fragmentaire dédiée aux Lares Augusti. |
| Clivus Victoriae            | Clivus | ?            | |
| Vicus Victoris              | Vicus  | Regio XII    | Mentionné sur la Base capitoline. |
| Vicus Viridiarii            | Vicus  | ?            | Connu par une seule inscription. |
| Vicus Vitrarius             | Vicus  | Regio I      | Mentionné par la Notitia Urbis Romae. |
| Vicus Unguentarius          | Vicus  | Regio VIII   | Mentionné par la Notitia Urbis Romae. |
| Clivus Urbius               | Clivus | ?            | |